# Gabriel Caramarin
Gabriel Gheorghe Caramarin (Măcin, 7 settembre 1977) è un allenatore di calcio ed ex calciatore rumeno, di ruolo centrocampista.